# Micropropagació

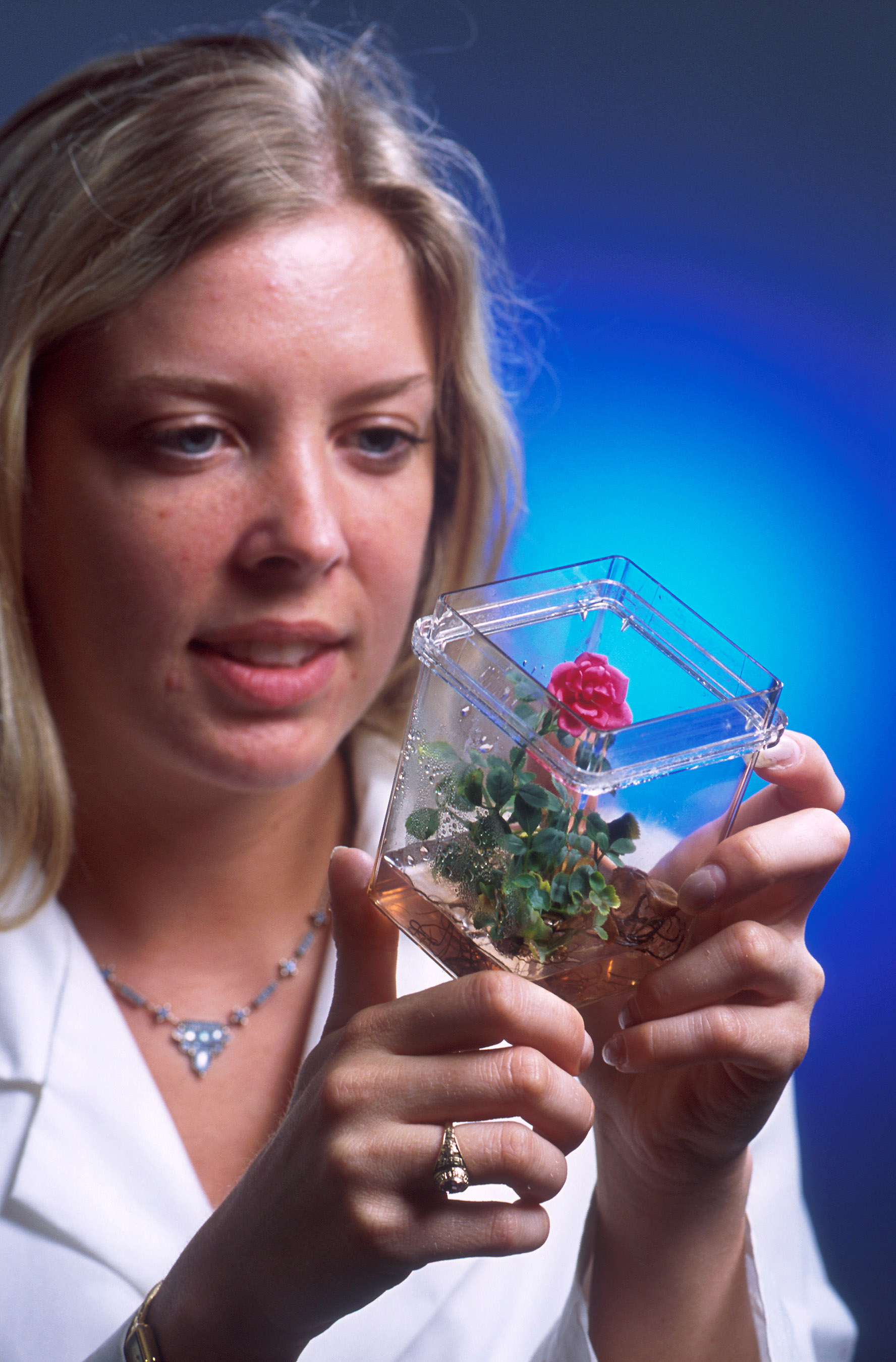
Un roser format des de les seves cèl·lules en cultiu tissular

La micropropagació és la pràctica de multiplicar ràpidament material vegetal per a donar moltes plantes que en procedeixin fent servir els mètodes moderns de cultiu tissular de plantes.
La micropropagació es fa servir per multiplicar plantes noves com són aquelles que han estat geneticament modificades o bé plantes obtingudes pels mètodes convencionals clàssics. També es fa servir la micropropagació per obtenir un nombre suficient de plàntules d'una planta que no fa llavors o no respongui bé a la reproducció vegetativa.

## Mètodes

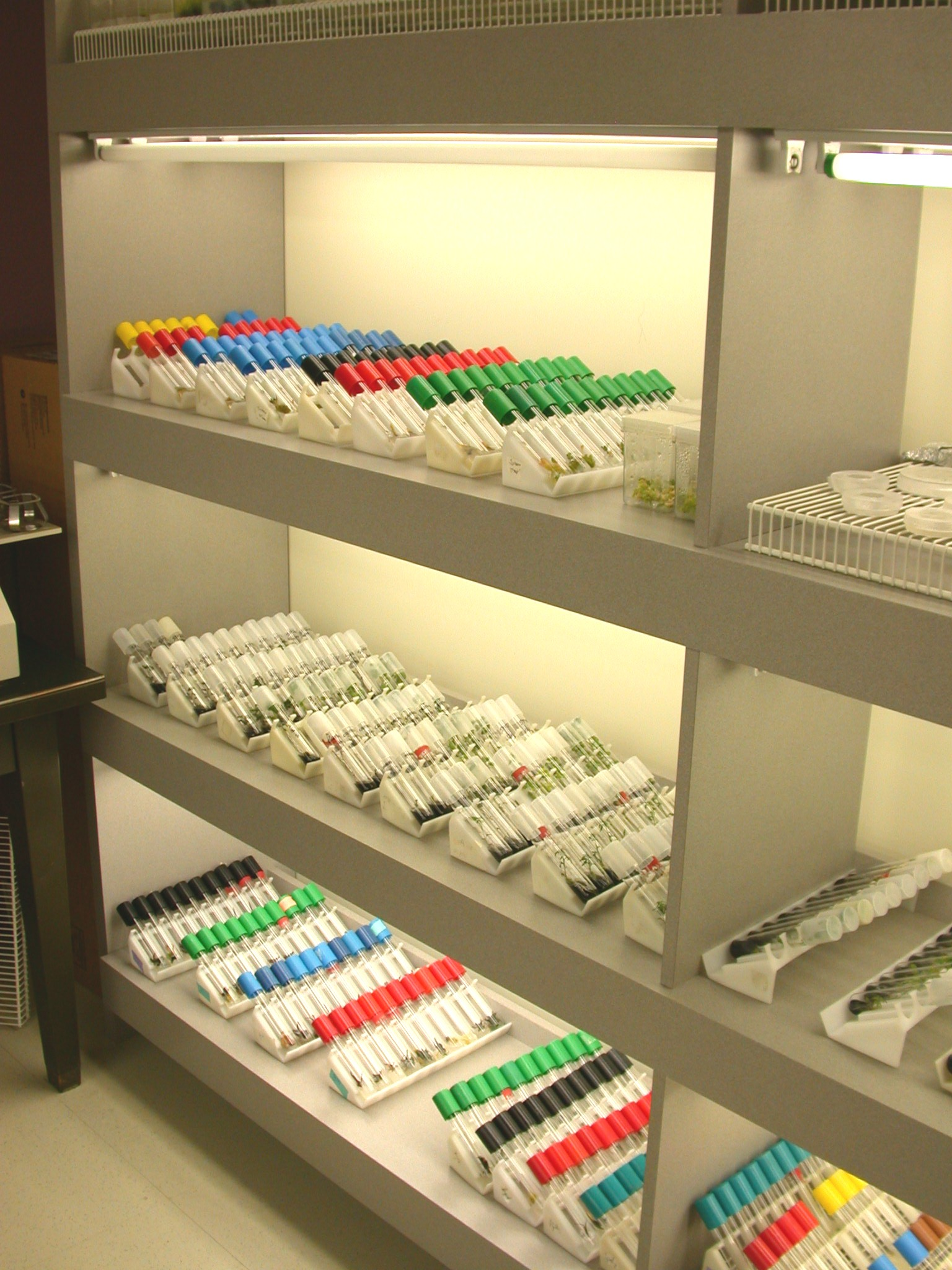
El cultiu in vitro de plantes necessita un ambient estèril

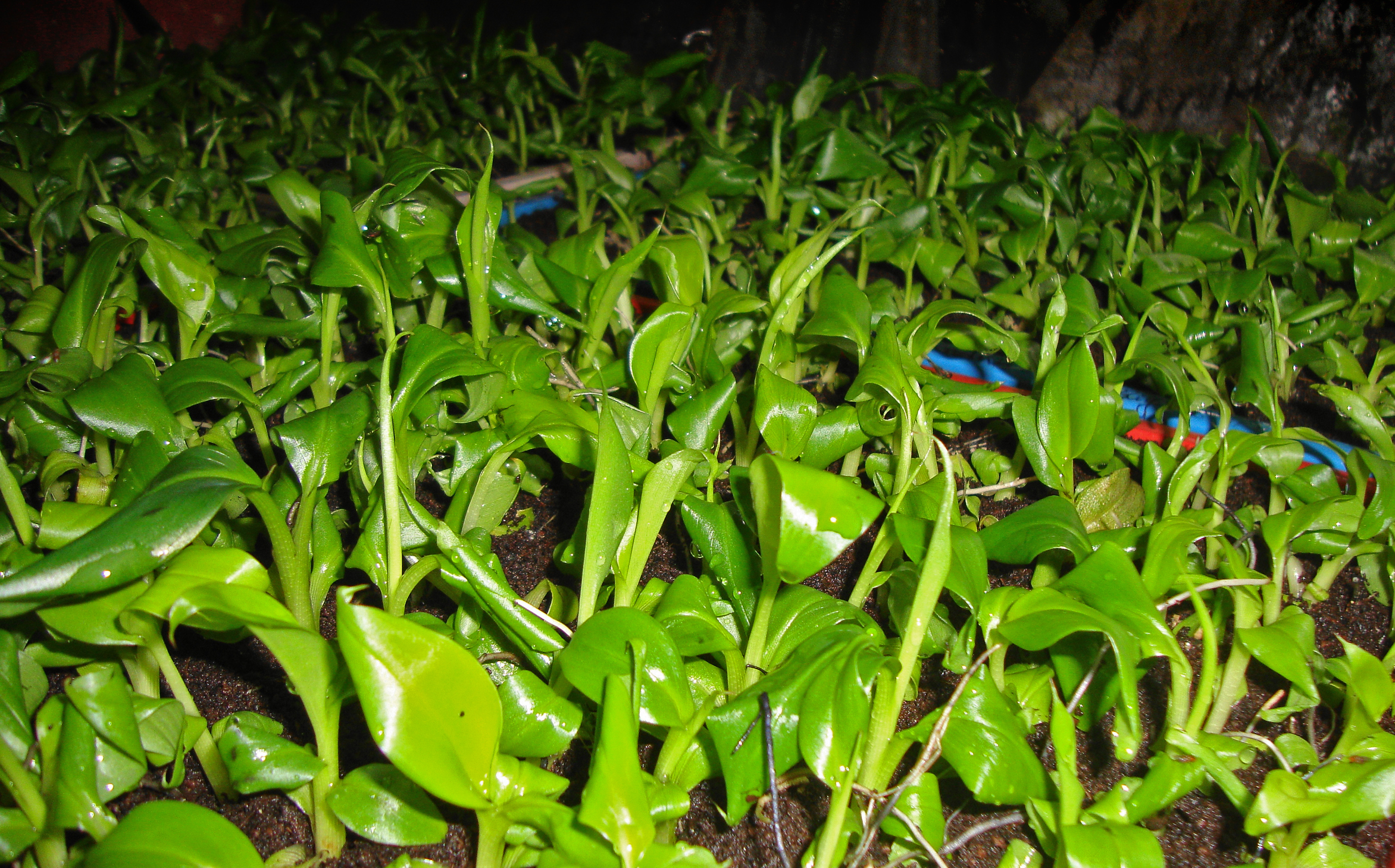
Banana plantlets transferred to soil (with vermicompost) from plant media. This process is done for acclimatization of plantlets to the soil as they were previously grown in plant media. After growing for some days the plantlets are transferred to the field.

Es parteix d'escollir plantes sanes especialment sense virus de les plantes ni malalties fúngiques. El tipus de teixit de partida (explant) influencia el procés (puntes de tija, anteres, pètals, pol·len i altres teixits de les plantes) La superfície dels explants s'esterilitza amb rentats amb lleixiu i finalment es guarden dins aigua esterilitzada. Aquest petit tros de planta, de vegades només una cèl·lula es deixa en un medi de creixement que típicament conté sacarosa i una o més fitohormones. Normalment el medi conté agarosa per formar un gel. Algunes plantes necessiten un medi més complex per a poder créixer.
El teixit biològic de la planta creix i es diferencia en nous teixits 
La multiplicació comporta l'increment del nombre de teixits. Amb la repetició dels cicles del procés d'un sol explant es pot obtenir milers de plantes.
El pretransplantament es fa "endurint" les plantes per evitar el xoc del trasplantament a les condicions naturals, ja que la planta ha crescut en unes condicions controlades i són molt susceptibles a les malalties, no són eficients al control d'aigua i energia. Sovint no tenen les cobertes dels teixits endurides. Per endurir-les es traslladen a cambres amb controls dels canvis de la humitat, la llum i la temperatura.
Normalment les plantes es posen en testos o directament al sòl.

## Avantatges
- Són clons circumstància que pot ser interessant en molts casos
- Es poden produir plantes sense malalties.
- Produeix plantes arrelades estalviant temps a l'agricultor respecte a produir-les per les llavors o esqueixos.
- La taxa de fecunditat és molt alta.
- És l'únic mètode viable de regeneració cèl·lules genèticament modificades o cèl·lules per fusió del protoplast.
- És útil per multiplicar plantes que proporcionen poca llavor o plantes estèrils o amb llavors que no poden ser emmagatzemades.
- La micropropagació sovint proporciona plantes més robustes que les produïdes per altres mètodes.
- Les orquídies i altres plantes amb llavors molt petites es cultiven més fàcilment per micropropagació de les llavors.
- Es pot obtenir un gran nombre de plantes per metre quadrat i els propàguls poden ser emmagatzemats durant més temps i en una superfície més petita.

## Inconvenients
- És molt cara, la mà d'obra difícilment es pot reduir i l'econòmica és la principal limitació.
- Els inconvenient d'un monocultiu respecte a la resistència a malalties, ja que tota la progènie (que és clonal) pot ser vulnerable a les mateixes infeccions.
- En el cas, poc comú, que es parteixi d'una planta infectada tota la progènie també ho estarà.
- No totes les plantes poden ser micropropagades amb èxit. Pot ser que el seu medi de creixement adequat no es conegui..
- De vegades les plantes o cultivars no reprodueixen bé el tipus original.
- Algunes plantes són difícils de desinfectar dels seus fongs patògens.